# 1246 Chaka
Chaka (asteroide 1246) é um asteroide da cintura principal com um diâmetro de 18,11 quilómetros, a 1,8107023 UA. Possui uma excentricidade de 0,3087011 e um período orbital de 1 548,33 dias (4,24 anos).
Chaka tem  uma inclinação de 16,05783º.
Esse asteroide foi descoberto em 23 de Julho de 1932 por Cyril Jackson.